# Pterygota alata
Pterygota alata là một loài thực vật có hoa trong họ Cẩm quỳ. Loài này được (Roxb.) R.Br. miêu tả khoa học đầu tiên năm 1844.